# Dange Quitexe
Dange Quitexe é uma cidade e município da província do Uíge, em Angola.
Quitexe possui uma extensão territorial de 3.872 km2, contando com uma população de 32.818 habitantes, de acordo com os dados do censo 2014.
O município é constituído pela comuna-sede, correspondente à cidade de Dange Quitexe, e pela comuna de Aldeia Viçosa. Até setembro de 2024 seu território continha as comunas de Cambamba e Vista Alegre.

## História
A data exacta da fundação do Quitexe como posto militar ainda não está determinada. Depois das campanhas de João de Almeida, em 1907, contra os Dembos, julgava-se a zona pacificada. Porém, a debilidade do dispositivo militar português e a tentativa de cobrança do imposto de palhota ia fazendo estalar revoltas dos que se tinham submetido uns anos antes, aliando-se aos que mantinham a sua independência. Durante vários anos os Dembos mantiveram-se fora do controle das autoridades portuguesas: os impostos não eram cobrados e os fortins eram impotentes. No entanto foi desenvolvido um lento processo de envolvimento militar e administrativo da região, apertando-se o cerco a norte e leste.

### Fundação do posto militar
Para isso muito contribuiu o governador do distrito de Cuanza Norte, o major de artilharia Alfredo Djalme Martins de Azevedo que, neste distrito instalou, provavelmente em março de 1917, os postos militares de Quisseque e de Quitexe, criando a capitania-mor do Ambuíla.
| “ | No Cuanza o governador Djalme de Azevedo, com uma persistência grande, apenas comparável à sua serenidade, consegue em trabalhos sucessivos de duas colunas, que organizou no grande e pequeno Cacimbo e acompanhou, romper primeiramente o território que lhe ficava entre o Lucala e o Ambuíla chegando até São José do Encoje, deixando à retaguarda o posto de Quissaque (17 de março de 1917) e depois, numa segunda fase das operações militares, montar o posto de Quitexe e internar-se já a norte e a sul em território dos Dembos. | ” |

Um dos comandantes de uma destas colunas  era fotógrafo amador e registou em fotografia estes momentos. Estas fotografias, verdadeiramente históricas, foram publicadas na revista Ilustração Portugueza, de número 612, de novembro de 1917.
Temos, assim uma fotografia dos Dembos-Quitexe na data da fundação do posto militar com o seu nome, mas não temos a data exacta deste acontecimento.

### Portaria de criação e ruínas históricas
Em termos oficiais a portaria nº 54, de 8 de março de 1918 definiu os limites do Quitexe, sede da circunscrição do Encoje.
Ao quilómetro 5 da rodovia EN-120, que liga o Quitexe ao Uíge, cerca de cem metros para norte, num morro, estão as ruínas do antigo posto militar.
Este posto, fundado nas terras dos Dembos-Quitexe (depois somente Quitexe, pois os Dembos tornaram-se parte da província do Bengo), num platô a 750 metros de altitude, rodeado de serras, viria a dar origem à povoação e vila do Quitexe.